# نادي غوندومار
نادي غوندومار (بالبرتغالية: Gondomar Sport Club‏) هو نادٍ برتغالي لكرة القدم مقره في جوندومار، محافظة بورتو.